# Цомая, Василий Шарванович
Василий Шарванович Цомая — грузинский и советский учёный в области гидрологии и гляциологии. Один из основоположников гляциологии в Закавказье, стоял у истоков становления «Закавказского научно исследовательского института гидрометеорологии» и Географического общества Грузии. Доктор географических наук, профессор.

## Биография
Василий Шарванович родился 1 октября 1919 г. в селе Патара Кватана Абашского района Грузии. В 1937 г. окончил Абашскую среднюю школу и в 1938 г. поступил на географо-геологический факультет Тбилисского государственного университета по специальности «гидрология».
С началом Великой Отечественной войны, в 1941 г. он был мобилизован в ряды Красной Армии. В этом же году зачислен курсантом Бакинского военного училища зенитной артиллерии, которое окончил в 1941 г. в звании лейтенанта. Затем он служил командиром взвода 731-го полка зенитной артиллерии противовоздушной обороны городов Красноводска и Астрахани, а в 1943 г. переведен в 1569-й полк зенитной артиллерии 84 дивизии первого белорусского фронта противовоздушной обороны г. Гомеля.
Демобилизовался из армии в декабре 1945 г. в звании старшего лейтенанта и в 1946 г. продолжил учёбу в университете, который окончил в 1948 г. После этого он сначала работал в должности старшего техника отдела гидрологических исследований и прогнозов Тбилисской научно-исследовательской геофизической обсерватории, а через три месяца был назначен начальником того же отдела. Многие годы Василий Шарванович вел плодотворную, творческую работу исследований водных ресурсов Кавказа в «Закавказском научно исследовательском институте гидрометеорологии», преподавал в Тбилисском государственном университете им. и. Джавахишвили и Тбилисском государственном педагогическом университете имени С. С. Орбелиани.

## Награды
- орден «Отечественной войны»,
- медаль «За боевые заслуги»,
- бронзовая медаль ВДНХ,
- научная премия В. Г. Глушкова и Б. А. Урываева Госкомитета гидрометеорологии СССР,
- научный диплом Всесоюзного географического общества,
- научная премия Тбилисского государственного университета им. И. Джавахишвили.

Кроме этого 11 правительственных медалей, грамот Госкомитета гидрометеорологии СССР, Географического общества СССР, Советского комитета ветеранов войны.

## Монографии
- Ресурсы поверхностных вод СССР. Том 09. Закавказье и Дагестан. Выпуск 1. Западное Закавказье, Под ред. Цомая В. Ш. Ленинград. : Гидрометеоиздат, 1974. — 578 с.
- Водные ресурсы Закавказья / [Г. Г. Сванидзе, В. Ш. Цомая, В. В. Потолашвили и др.]; Под ред. Г. Г. Сванидзе, В. Ш. Цомая; Гос. ком. СССР по гидрометеорологии, Закавк. регион. н.-и. гидрометеорол. ин-т «ЗакНИГМИ». — Л. : Гидрометеоиздат, 1988. — 262 с.
- Каталог ледников СССР. Том 9. Закавказье и Дагестан. Под ред. Цомая В. Ш. Ленинград. : Гидрометеоиздат, 1977. — 50 с.
- Молодость седого Кавказа / В. Цомая. — Тбилиси : Мецниереба, 1985. — 44 с.

Несколько карт снежного покрова и ледников Kавказа, составленные В. Ш. Цомая, включены в Атлас снежно-ледовых ресурсов мира.